# Бульовиці
Бульовиці (пол. Bulowice) — село в Польщі, у гміні Кенти Освенцимського повіту Малопольського воєводства.
Населення — 4867 осіб (2011).

## Демографія
Демографічна структура станом на 31 березня 2011 року:
|          | Загалом | Допрацездатний вік | Працездатний вік | Постпрацездатний вік |
| -------- | ------- | ------------------ | ---------------- | -------------------- |
| Чоловіки | 2483    | 540                | 1659             | 284                  |
| Жінки    | 2384    | 462                | 1390             | 532                  |
| Разом    | 4867    | 1002               | 3049             | 816                  |